# Kelevíz
Kelevíz è un comune dell'Ungheria di 313 abitanti (dati 2014) situata nella contea di Somogy, nell'Ungheria centro-occidentale.